# Райт, Бесси
Бесси Райт (англ. Bessie Wright) — целительница из Пертшира, которую обвиняли в колдовстве в 1611, 1626 и затем снова в 1628 году.
О ранних годах жизни Бесси Райт известно немного, но в 1611 году она была записана как целительница в приходе Скун, Пертшир. Райт, известная как целительница, была необычной женщиной в округе, поскольку имела «медицинскую книгу», которая, как она утверждала, была старше 1000 лет и которой пользовались её отец и дед. Хотя Райт утверждала, что не может прочитать книгу, её сын Адам Белл зачитывал ей отрывки из неё. Церковь Шотландии была недовольна доступом Райт к этой книге, и в 1611 году Уильям Каупер, пастор Перта, потребовал, чтобы она передала её Церкви. Когда в 1626 году Райт снова связалась с властями, она упомянула, что её книгу забрал Каупер или Арчибальд Стидман, церковный бидл.
Райт продолжала заниматься целительством до 1626 года, когда Церковь начала расследование в отношении неё за использование неприемлемых методов врачевания в Скуне и приказала ей прекратить практику в городе Перт. В 1628 году Райт снова занялась этой деятельностью и была заключена в тюрьму в Перте. Когда её семья пожаловалась на обращение с Райт, её освободили под залог в 1000 фунтов стерлингов, внесённый ее сыном.
Бесси Райт не была казнена, как другие женщины, обвиняемые в колдовстве в Шотландии, например, Агнес Финни или жертвы Великой шотландской охоты на ведьм, отчасти потому, что её не обвиняли в демонической практике или сговоре с дьяволом. Вместо этого Райт была обвинена в колдовстве в соответствии с Законом о колдовстве 1563 года из-за обиды и неудачных ритуалов исцеления. В «Книге Перта» (1847) отмечалось, что она «кажется, была очень безобидным и полезным человеком». Информация о Бесси Райт исчезает из записей после её заключения в 1628 году.

## В популярной культуре
В последние годы, в том числе в 2017 году, Бесси Райт была вдохновением для проведения хэллоуинских представлений в Scone Palace.